# Cephalotaxus sinensis
Cephalotaxus sinensis là một loài thực vật hạt trần trong họ Taxaceae. Loài này được Rehder & E.H.Wilson H.L.Li mô tả khoa học đầu tiên năm 1954.